# 영남대학교병원
영남대학교병원(嶺南大學校病院)은 영남대학교 의과대학 부속병원이다. 대구광역시 남구 현충로 170에 있다.

## 연혁
- 1983년 2월 18일  병원 준공
- 1983년 3월 14일 병원 개설 허가
- 1983년 5월 2일 진료 개시
- 1983년 5월 28일 의과대학 부속병원 개원
- 1986년 4월 1일 암센터 개설
- 1986년 5월 28일 의료원 발족
- 1992년 9월 4일 서관 건물 준공
- 1999년 3월 29일 영의관 준공
- 1999년 10월 5일 부속 영천병원 진료 개시
- 1999년 10월 15일 부속 영천병원 개원식
- 2000년 2월 29일 의과대학 강의동 증축공사 준공
- 2010년 12월 29일 의과대학 건물 증축·리노베이션 준공식
- 2011년 12월 16일 보건복지부 지정 상급종합병원 선정
- 2019년 11월 28일 영남대학교의료원 권역응급의료센터 및 심뇌혈관센터 준공

## 관련기관

### 대학/대학원
- 영남대학교 의과대학

### 부속병원
- 영남대학교영천병원